# 鄭然基
鄭 然基（てい ぜんき、チョン・ヨンギ、朝鮮語: 정연기、1891年（高宗28年 / 明治24年）5月2日　- 没年不明）は、大正から昭和にかけての朝鮮総督府官僚。日本名は草本然基。位階は正五位、勲位は勲五等。

## 経歴
1891年に慶尚南道居昌郡で生まれた。1911年に漢城外国語学校日本語科を卒業し、日本に留学。東京帝国大学林学実科に入学し、1914年に卒業。この時愛知県で砂防工事の現場を見学している。1915年（大正4年）から朝鮮総督府に奉職し、朝鮮総督府農商工部山林課に勤務。1919年（大正8年）に総督府林野調査委員会通訳生を経て、1920年（大正9年）朝鮮総督府殖産局勤務に転じた。1923年（大正12年）に論山郡勤務を経て、1924年（大正13年）に三陟郡守に昇進した。1930年（昭和5年）に原州郡守に転じ、1932年（昭和7年）に高城郡守、1935年（昭和10年）に江陵郡守を歴任した。1938年（昭和13年）に全羅北道参与官兼産業部長に任命され、1941年（昭和16年）に退官。朝鮮総督府中枢院参議に任命され、「草本然基」に創氏した。1944年（昭和19年）には国民総力朝鮮連盟事務局労働部長などを兼任。1945年（昭和20年）に中枢院参議を辞任し、全羅北道知事に任命され光復まで在職した。
2004年に韓国で成立した日帝強占下反民族行為真相糾明に関する特別法によって、親日反民族行為者に認定された。